# Palazzetto delle Armi
Il palazzetto delle Armi è uno storico palazzo situato a Massa Marittima, nella provincia di Grosseto, nel terziere di Città Nuova.

## Storia
Il palazzo fu costruito nel 1443 da un certo maestro Jacopo, lombardo, e fungeva da arsenale cittadino in caso di attacco. Dal 1984 al 2023 il palazzo ha ospitato il museo di arte e storia delle miniere, poi confluito nel Museo della miniera in via Corridoni.

## Descrizione
L'edificio si presenta con un doppio ordine di finestre a tutto sesto e un loggiato con archi in filaretto di pietra.